# Cassida mongolica
Cassida mongolica – gatunek chrząszcza z rodziny stonkowatych i podrodziny tarczykowatych.

## Taksonomia
Gatunek ten opisany został po raz pierwszy w 1854 roku przez Carla Henrika Bohemana.

## Morfologia
Chrząszcz o owalnym ciele, z wierzchu porośniętym grubymi szczecinkami. Grzbietowa strona ciała ma tło ubarwione czarno lub rdzawobrązowo. U formy czarnej na przedniej krawędzi przedplecza występuje para żółtawobrązowych plamek, przez co przypomina ona C. atrata. Przedplecze wyróżnia się jednak od wspomnianego gatunku wąsko zaokrąglonymi bokami. Pokrywy mają wyraźnie wyniesiony dysk i umiarkowanie opadające, rozpłaszczone boki. Punktowanie pokryw jest tylko częściowo regularne, zaburzają je nadliczbowe punkty między trzecim a czwartym rzędem. Ubarwienie całych odnóży jest czarne.  Stopy mają szeroko rozchylone, pozbawione ząbków przy nasadach pazurki wystające poza wieńce szczecinek na trzecich członach. Genitalia samca cechują się czarniawobrązowym edeagusem o niemal równoległych w widoku grzbietowym i lekko zwężających się ku szczytowi w widoku z profilu bokach oraz ostro ściętym wierzchołku. Samica ma spermatekę o sierpowatym, w całości zesklerotyzowanym i pigmentowanym vasculum oraz wyraźnie krótszej od niego, bardzo szerokiej ampulli. Kanaliki prowadzące do spermateki są grube, krótkie i ciasno skręcone w spiralkę.

## Ekologia i występowanie
Zarówno osobniki dorosłe jak i larwy tego tarczyka są fitofagami żerującymi na roślinach z rodziny astrowatych. Wśród jego roślin żywicielskich wymienia się: Cirsium japonicum, Echinops latifolia, Rhaponticum oraz sierpiki. Osobniki dorosłe w warunkach klimatycznych Japonii pojawiają się dwa razy do roku, w maju–czerwcu oraz w sierpniu.
Gatunek palearktyczny, zasiedlający północno-wschodnią część Azji. Znany jest z Rosyjskiego Dalekiego Wschodu, Mongolii, Chin (podawany z Hebei, Jiangsu, Shaanxi oraz Szantungu), Korei Południowej (podawany z prowincji Gangwon) i Japonii (notowany w prefekturze Okayama na Honsiu oraz prefektur Kumamoto i Ōita na Kiusiu).